# Rue Laennec (Nantes)
Pour les articles homonymes, voir Rue Laënnec.
La rue Laennec est une voie de Nantes, en France.

## Situation et accès
Située dans le centre-ville de Nantes, la rue Laennec, qui relie la rue Fouré à le rue Émile-Péhant, est bitumée et ouverte à la circulation automobile. Elle rencontre le passage Berthaud.

## Origine du nom
Elle rend hommage à la famille de médecins, les Laennec.

## Historique
Son nom actuel est adopté en 1889 ou le 21 mai 1890.
La rue subit les inondations de 1910 et 1936. Des passerelles temporaires en bois sont installées pour accéder aux habitations,.